# Chemin de fer du Montenvers
| Zahnradbahn Montenvers |                      |                                              |                                              |
| Streckenprofil der Zahnradbahn |                      |                                              |                                              |
| Streckenlänge: | 5,14 km              |                                              |                                              |
| Spurweite: | 1000 mm (Meterspur)  |                                              |                                              |
| Stromsystem: | 11 kV 50 Hz ~        |                                              |                                              |
| Maximale Neigung: | 110 bis 220 ‰        |                                              |                                              |
| Zahnstangensystem: | Strub                |                                              |                                              |
| Streckengeschwindigkeit: | 14 bis 20 km/h       |                                              |                                              |
| |                      |                                              |                                              |
| Region (FR): | Auvergne-Rhône-Alpes |                                              |                                              |
| Chamonix–Montenvers |                      |                                              |                                              |
| \| \| \| \| \| \| \| \| Depot CM \| \| \| \| -0,10 \| Beginn Zahnstange \| Beginn Zahnstange \| \| \| 0,00 \| Chamonix-Mont-Blanc \| 1042 m \| \| \| \| Anschluss an SNCF (Saint-Gervais–Vallorcine) \| \| \| \| 0,34 \| Torrent du Grépon \| Torrent du Grépon \| \| \| 1,54 \| Planards-Tunnel (104 m) \| Planards-Tunnel (104 m) \| \| \| 1,90 \| Les Planards \| 1280 m \| \| \| 2,11 \| Grépon-Kehrtunnel (306 m) \| Grépon-Kehrtunnel (306 m) \| \| \| 3,62 \| Fontaine du Caillet \| 1627 m \| \| \| 4,30 \| La Filliaz (Endstation bis 1909) \| La Filliaz (Endstation bis 1909) \| \| \| 4,49 \| Bois-Viadukt \| Bois-Viadukt \| \| \| 4,72 \| Montenvers-Viadukt (152 m) \| Montenvers-Viadukt (152 m) \| \| \| 4,91 \| Brücke über die Hotelzufahrt \| Brücke über die Hotelzufahrt \| \| \| 5,14 \| Montenvers (Mer de Glace) \| 1913 m \| \| \| \| Anschluss Luftseilbahn zum Mer de Glace \| \| |                      |                                              |                                              |
| |                      |                                              |                                              |
| Betriebs-/Güterbahnhof Streckenanfang und quer · Abzweig geradeaus und nach rechts |                      | Depot CM                                     | Depot CM                                     |
| | -0,10                | Beginn Zahnstange                            | Beginn Zahnstange                            |
| Bahnhof · Bahnhof | 0,00                 | Chamonix-Mont-Blanc                          | 1042 m                                       |
| Strecke · Strecke nach links |                      | Anschluss an SNCF (Saint-Gervais–Vallorcine) | Anschluss an SNCF (Saint-Gervais–Vallorcine) |
| Brücke über Wasserlauf | 0,34                 | Torrent du Grépon                            | Torrent du Grépon                            |
| Tunnel | 1,54                 | Planards-Tunnel (104 m)                      | Planards-Tunnel (104 m)                      |
| Dienststation / Betriebs- oder Güterbahnhof | 1,90                 | Les Planards                                 | 1280 m                                       |
| Tunnel | 2,11                 | Grépon-Kehrtunnel (306 m)                    | Grépon-Kehrtunnel (306 m)                    |
| Dienststation / Betriebs- oder Güterbahnhof | 3,62                 | Fontaine du Caillet                          | 1627 m                                       |
| ehemaliger Haltepunkt / Haltestelle | 4,30                 | La Filliaz (Endstation bis 1909)             | La Filliaz (Endstation bis 1909)             |
| Brücke | 4,49                 | Bois-Viadukt                                 | Bois-Viadukt                                 |
| Brücke | 4,72                 | Montenvers-Viadukt (152 m)                   | Montenvers-Viadukt (152 m)                   |
| Brücke | 4,91                 | Brücke über die Hotelzufahrt                 | Brücke über die Hotelzufahrt                 |
| | 5,14                 | Montenvers (Mer de Glace)                    | 1913 m                                       |
| |                      | Anschluss Luftseilbahn zum Mer de Glace      |                                              |

Die Chemin de fer du Montenvers ist eine Zahnradbahn, die von Chamonix auf den 1913 Meter hohen Montenvers führt. Sie überwindet dabei auf einer Länge von 5,1 Kilometern einen Höhenunterschied von 871 Metern.

## Geschichte

Zahnradbahn Chemin de fer du Montenvers, 1910

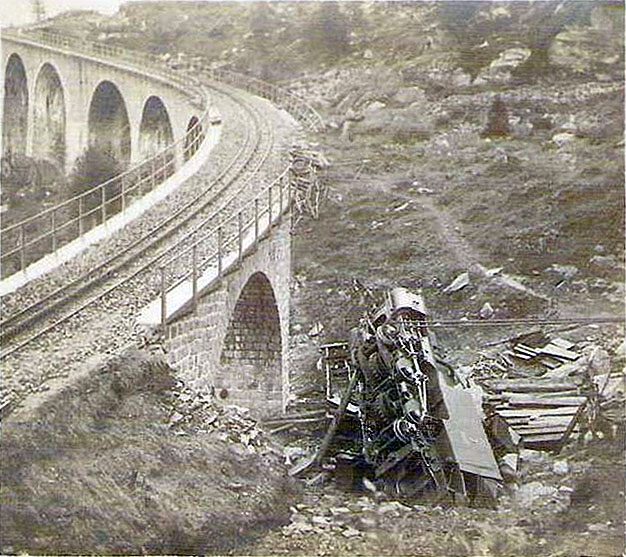
Unglück von 1927

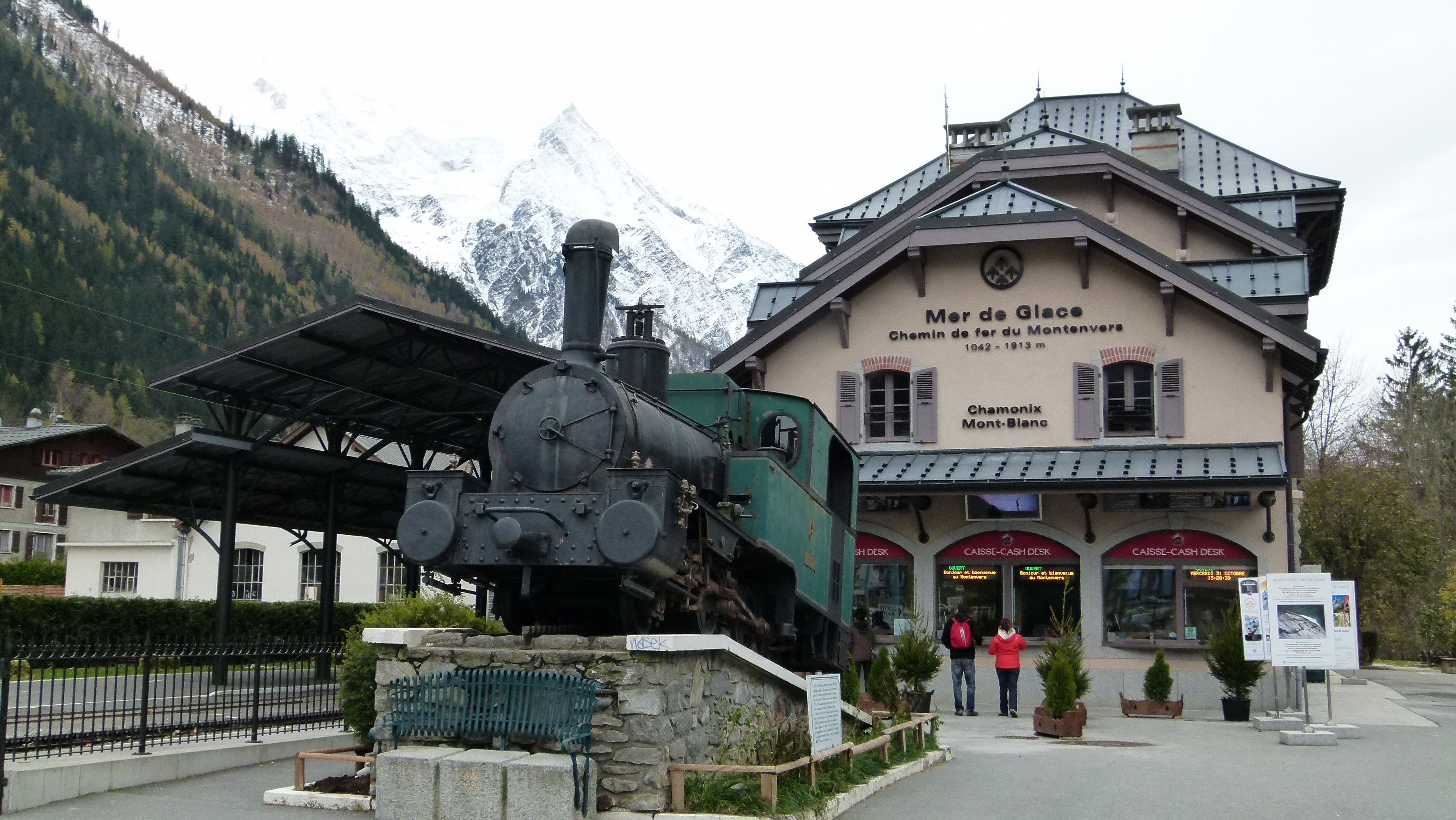
Historische Zahnrad-Dampflokomotive (1908–1954)

1892 gab es erstmals konkrete Diskussionen über den Bau einer Zahnradbahn in diesem Gebiet, aber erst 1908 wurde mit dem Bau begonnen.
Die Eröffnung der ersten Sektion bis zum Kilometer 4,541 fand am 9. August 1908 statt.
Die gesamte Strecke zwischen Chamonix–Montenvers wurde dann am 29. Mai 1909 eröffnet. 1953 wurde sie elektrifiziert.
Die Talstation der Zahnradbahn auf den Montenvers liegt in unmittelbarer Nähe zum Bahnhof Chamonix der Bahnstrecke Saint-Gervais–Vallorcine, die bereits 1901 Chamonix erreicht hat.
Am 25. August 1927 stürzte eine Lokomotive zusammen mit einem Personenwaggon ab, dabei waren 22 Todesopfer zu beklagen.

## Betrieb
Die Zahnradbahn wird von der Compagnie du Mont-Blanc (CMB) betrieben, einem Unternehmen, das die diversen Bahnen und Seilbahnanlagen im Umkreis von Chamonix betreibt (unter anderem auch die Tramway du Mont Blanc und die telepherique d'Aiguille du Midi).

## Rollmaterial
Diesellokomotiven

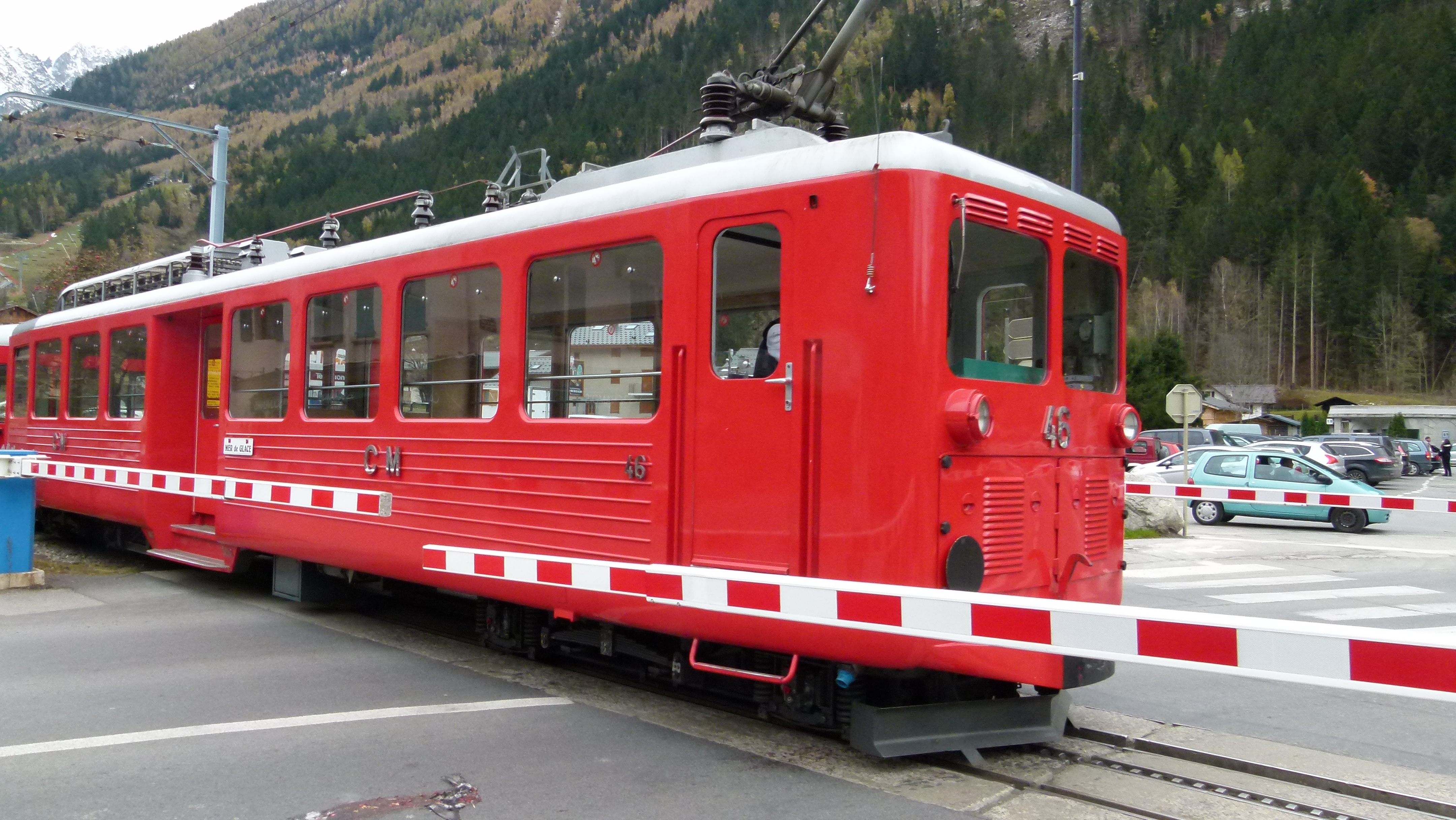
Elektrische Zahnradbahn Montenvers in Chamonix

Im Sommer 1967 wurde die erste Diesellokomotive (Nummer 31) von der Schweizerischen Lokomotiv- und Maschinenfabrik (SLM) bezogen. Aufgrund des zufriedenstellenden Betriebs wurden zwei ähnliche Maschinen (Nummern 32 und 33) bei SLM nachbestellt und 1972 in Betrieb genommen. Nummer 31 wurde 2001 an den Schwesterbetrieb Tramway du Mont-Blanc abgegeben.
Elektrische Triebwagen
Vier elektrische Triebwagen der Schweizer Bauart Bhe 4/4 wurden 1952 bei der Winterthurer SLM und der Maschinenfabrik Oerlikon (MFO) bestellt. Erstere war für Wagenkasten, Drehgestelle, Zahnradantrieb und Bremsen verantwortlich, letztere für den elektrischen Teil, und stellte diesen teilweise im französischen Ornans her; auch die Endmontage erfolgte aufgrund staatlicher Elektrifikationsbeihilfen bei Decauville in Corbeil-Essonnes, anstatt wie üblich in der Schweiz. Die Fahrzeuge wurden 1954 unter den Nummern 41 bis 44 in Betrieb genommen. Als Nachbestellungen derselben Bauart wurde 1961 die Nummer 45, im Jahr 1979 noch die Nummer 46 abgeliefert. Zwischen 1998 und 2001 wurden die Triebwagen 42 bis 45 revidiert.
Personenwagen
Zu den ersten vier elektrischen Triebwagen wurden bei Decauville vier Vorstellwagen bestellt, die sich optisch an den Triebwagen orientierten, und unter den Nummern 51 bis 54 eingereiht wurden. Für Triebwagen 45 wurde kein kompletter Neubau bestellt; auf dem Chassis eines Wagens aus der Dampfära aufbauend, wurde vom Unternehmen Belle-Clot lediglich ein neuer Aufbau hergestellt. Als Wagen 55 eingereiht wurde er ab Anfang der 1980er-Jahre nicht mehr im Personenverkehr eingesetzt und schließlich 1984 durch einen Neubauwagen von Socofer ersetzt. Triebwagen 46 erhielt hingegen 1979 direkt einen Neubauwagen mit Nummer 56 von Socofer.
Passend zu den Diesellokomotiven wurden bei Belle-Clot Gelenkvorstellwagen bestellt, die erneut auf den Chassis alter Dampfära-Wagen aufgebaut wurden. Nummer 61 wurde 1966 abgeliefert und fasst rund 160 Fahrgäste. Die nachgelieferten Nummern 62 und 63 unterscheiden sich geringfügig, und fassen rund 200 Fahrgäste. Nummer 61 wurde 2001 zusammen mit Lokomotive 31 an den Schwesterbetrieb Tramway du Mont-Blanc abgegeben, wird dort allerdings nicht eingesetzt.

## Infrastruktur

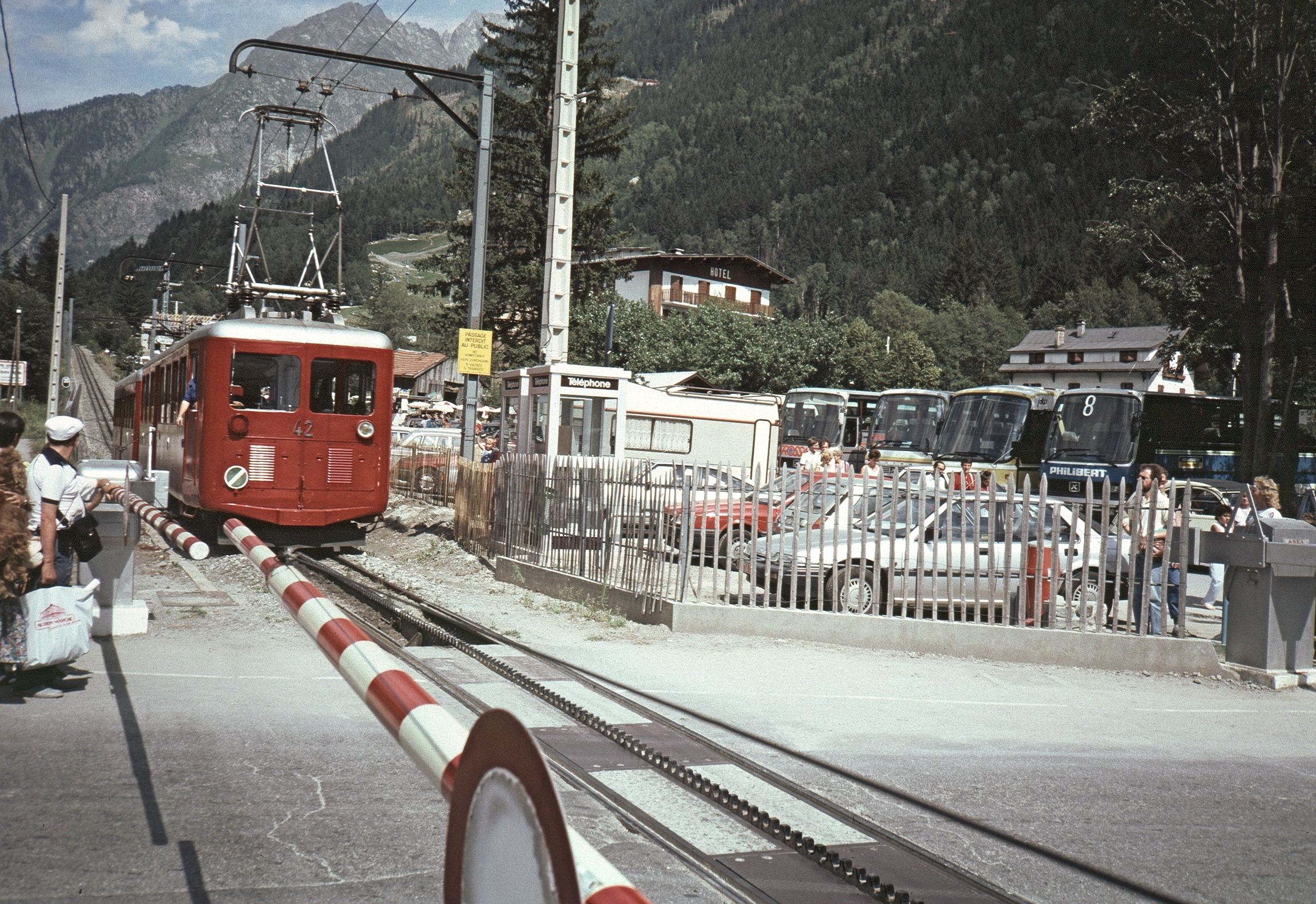
Bahnübergang mit angehobener Zahnstange in Chamonix, 1986

Die Zahnstange (Systems Strub) liegt höher als die Schienen. Damit der Bahnübergang in Chamonix ohne einen sie schützenden Buckel gebaut werden konnte, wurde sie dort  versenkbar angebracht. Sie wird nur für die Durchfahrt eines Zuges über das Schienen- bzw. Straßenniveau angehoben.